# Sinobrody (film 1984)
Sinobrody (niem. Blaubart) – szwajcarsko-niemiecki film obyczajowy z roku 1983 w reżyserii Krzysztofa Zanussiego.

## Fabuła
Film jest opowieścią o sześciokrotnie żonatym lekarzu, który obwinia się o śmierć ostatniej żony.

## Obsada
- Vadim Glowna – Felix Schaad
- Karin Baal – Gisela
- Ingrid Resch – Corinne
- Margarethe von Trotta – Jutta
- Maja Komorowska – Katarzyna
- Barbara Kwiatkowska – Rosalide
- Vera Tschechowa – Gisela